# Mount Saltonstall
Mount Saltonstall är ett berg i Antarktis. Det ligger i den centrala delen av kontinenten. Nya Zeeland gör anspråk på området. Toppen på Mount Saltonstall är 2 912 meter över havet.
Terrängen runt Mount Saltonstall är platt åt sydost, men åt nordväst är den kuperad. Trakten är obefolkad. Det finns inga samhällen i närheten. 